# Kerri Gowler
Kerri Gowler, née le 18 décembre 1993 à Wanganui, est une rameuse néo-zélandaise.
Sa sœur, Jackie Gowler, est également une rameuse avec qui elle concourt en huit.

## Palmarès

### Jeux olympiques
| Discipline     | Rio 2016 Brésil | Tokyo 2020 Japon |
| -------------- | --------------- | ---------------- |
| Deux de pointe | -               | Or               |
| Huit           | 4e              | Argent           |

### Championnats du monde
| Discipline       | Amsterdam 2014 Pays-Bas | Aiguebelette 2015 France | Sarasota 2017 États-Unis | Plovdiv 2018 Bulgarie | Ottensheim 2019 Autriche |
| ---------------- | ----------------------- | ------------------------ | ------------------------ | --------------------- | ------------------------ |
| Deux de pointe   |                         | Argent                   | Or                       | Argent                | Or                       |
| Quatre de pointe | Or                      |                          |                          |                       |                          |
| Huit             |                         | Argent                   |                          |                       | Or                       |